# San Giorgio Ionico
San Giorgio Ionico is een gemeente in de Italiaanse provincie Tarente (regio Apulië) en telt 15.757 inwoners (31-12-2004). De oppervlakte bedraagt 23,5 km², de bevolkingsdichtheid is 671 inwoners per km².

## Demografie
San Giorgio Ionico telt ongeveer 5860 huishoudens. Het aantal inwoners daalde in de periode 1991-2001 met 2,9% volgens cijfers uit de tienjaarlijkse volkstellingen van ISTAT.
| Jaar | Inwoneraantal |
| ---- | ------------- |
| 1991 | 16.081        |
| 2001 | 15.613        |

## Geografie
San Giorgio Ionico grenst aan de volgende gemeenten: Carosino, Faggiano, Monteiasi, Monteparano, Roccaforzata, Tarente.
Avetrana · Carosino · Castellaneta · Crispiano · Faggiano · Fragagnano · Ginosa · Grottaglie · Laterza · Leporano · Lizzano · Manduria · Martina Franca · Maruggio · Massafra · Monteiasi · Montemesola · Monteparano · Mottola · Palagianello · Palagiano · Pulsano · Roccaforzata · San Giorgio Ionico · San Marzano di San Giuseppe · Sava · Statte · Tarente · Torricella
1. ↑  https://demo.istat.it/?l=it.